# Sainte-Euphémie-sur-Ouvèze
Sainte-Euphémie-sur-Ouvèze è un comune francese di 93 abitanti situato nel dipartimento della Drôme della regione dell'Alvernia-Rodano-Alpi.

## Società

### Evoluzione demografica
Abitanti censiti